# Léopold Foulem
Léopold Foulem est un céramiste et un professeur canadien né le 4 avril 1945 à Caraquet au Nouveau-Brunswick et mort le 18 février 2023 à Montréal. Ses œuvres ont été exposées dans plusieurs pays du monde.

## Biographie
Léopold Foulem obtient une maîtrise en arts visuels de l'Université d'État de l'Indiana en 1988.
Il enseigne durant vingt ans la céramique au Cégep du Vieux Montréal, et pendant quelques années aussi au Cégep de Saint-Laurent.
Il est l'objet de 36 expositions solo et de plus de 225 expositions de groupe depuis 1969, au Canada, en Corée du Sud, au Danemark, aux États-Unis, en France, en Italie, au Japon, en Nouvelle-Zélande, aux Pays-Bas, au Royaume-Uni et à Taïwan. En 2013, le Musée national des beaux-arts du Québec organise une rétrospective de l'artiste intitulée: Léopold L. Foulem. Singularités.

## Démarche
Léopold Foulem applique à la céramique les idées du ready-made, du kitsch et du pop art dans un esprit d'humour et de provocation. Il favorise la céramique comme forme d'expression artistique entière et autonome. Maîtrisant les techniques de la céramique et fort d'une connaissance approfondie de l'histoire de l'art, Foulem détourne ses objets en céramique de leur conception habituelle. Ainsi, en modifiant la fonction de ses vases et de ses récipients, il invite à les considérer plutôt comme des sculptures en soi.

## Citations de l'artiste
« Je crois que l'art authentique est question de concepts, certainement pas de moyen d'expression ou de style, ni même d'exécution. Mes œuvres en céramique expriment des idées. Ma production artistique n'a rien à voir avec une expression individuelle ou une recherche de beauté. Je me vois comme un compositeur et un théoricien, pas comme un virtuose. »

## Distinctions
- 1999 - Prix national Jean A. Chalmers des métiers d'art[2]
- 2001 - Prix Saidye-Bronfman[2]
- 2003 - Prix Éloizes - Artiste de l'année en arts visuels[2]
- 2019 - Membre de l'Ordre du Canada[6].

## Musées et collections publiques
- Art Gallery of Nova Scotia
- Musée acadien de Caraquet
- Musée d'Art du comté de Los Angeles, Blue and White Teapot with Oriental Landscapes, 1996[7]
- Musée canadien de l'histoire[8]
- Musée des beaux-arts de Montréal
- Musée des maîtres et artisans du Québec
- Musée Gardiner
- Musée national des beaux-arts du Québec[9]
- Victoria and Albert Museum[10]
- Winnipeg Art Gallery[11]

## Sources
- Diane Charbonneau, « Humour et pastiche au service de la céramique », Revue M du Musée des beaux-arts de Montréal,‎ printemps 2012, p. 29 (ISSN 1715-4820)